# Lamprospilus orcidia
Espèce
Lamprospilus orcidia est une espèce d'insectes lépidoptères (papillons) appartenant à la famille des Lycaenidae, à la sous-famille des Theclinae et au genre Lamprospilus.

## Dénomination
Lamprospilus orcidia a été décrit par William Chapman Hewitson en 1874, sous le nom initial de Thecla orcidia.
Synonymes : Gigantorubra tafiensis Johnson, 1993; Angulopis mossi Johnson & Kroenlein, 1993; Gigantorubra silva Austin & Johnson, 1997; Gigantorubra rondonia Austin & Johnson, 1997; Gigantorubra obscura Austin & Johnson, 1997; Gigantorubra perplexa Austin & Johnson, 1997; Gigantorubra purpura Austin & Johnson, 1997.

## Description
Lamprospilus orcidia est un petit papillon d'une envergure d'environ 27 mm, aux antennes et aux pattes annelées de blanc et de noir, avec deux fines queues, une longue et une courte à chaque aile postérieure.
Le dessus du mâle est bleu nuit très largement bordé de noir, celui de la femelle est beige grisé.
Le revers est beige foncé à marron orné aux ailes antérieures et aux ailes postérieures d'une fine ligne postmarginale blanche, avec, aux ailes postérieures, deux gros ocelles rouge pupillés de noir entre les deux queues et à l'angle anal.

## Écologie et distribution
Lamprospilus orcidia est présent au Mexique, en Équateur, en Argentine, au Brésil et en Guyane,,.

### Protection
Pas de statut de protection particulier.